# Iparía
Iparía es una localidad peruana, capital de distrito de Iparía, provincia de Coronel Portillo, al oeste del departamento de Ucayali.

## Descripción
Iparía esta a orillas del río Ucayali, también esta conectada mediante trochas al resto del Perú. Es un poblado que práctica la agricultura de comercio, aunque las lluvias estacionales y la crecida de los cuerpos de agua suele ser una dificultad para el desarrollo del pueblo.